# کیو کاندا
کیو کاندا (به انگلیسی: Kiyoo Kanda) بازیکن فوتبال اهل ژاپن و عضو تیم ملی فوتبال ژاپن است که در تاریخ ۲۳ مه ۱۹۲۳ میلادی اولین بازی ملی‌اش را انجام داد. او در ۴ بازی ملی حضور داشت و آخرین بازی ملی خود را در تاریخ ۲۰ مه ۱۹۲۵ میلادی انجام داد. کیو کاندا در بازی‌های ملی‌اش
گلی به ثمر نرساند.